# Tinaja

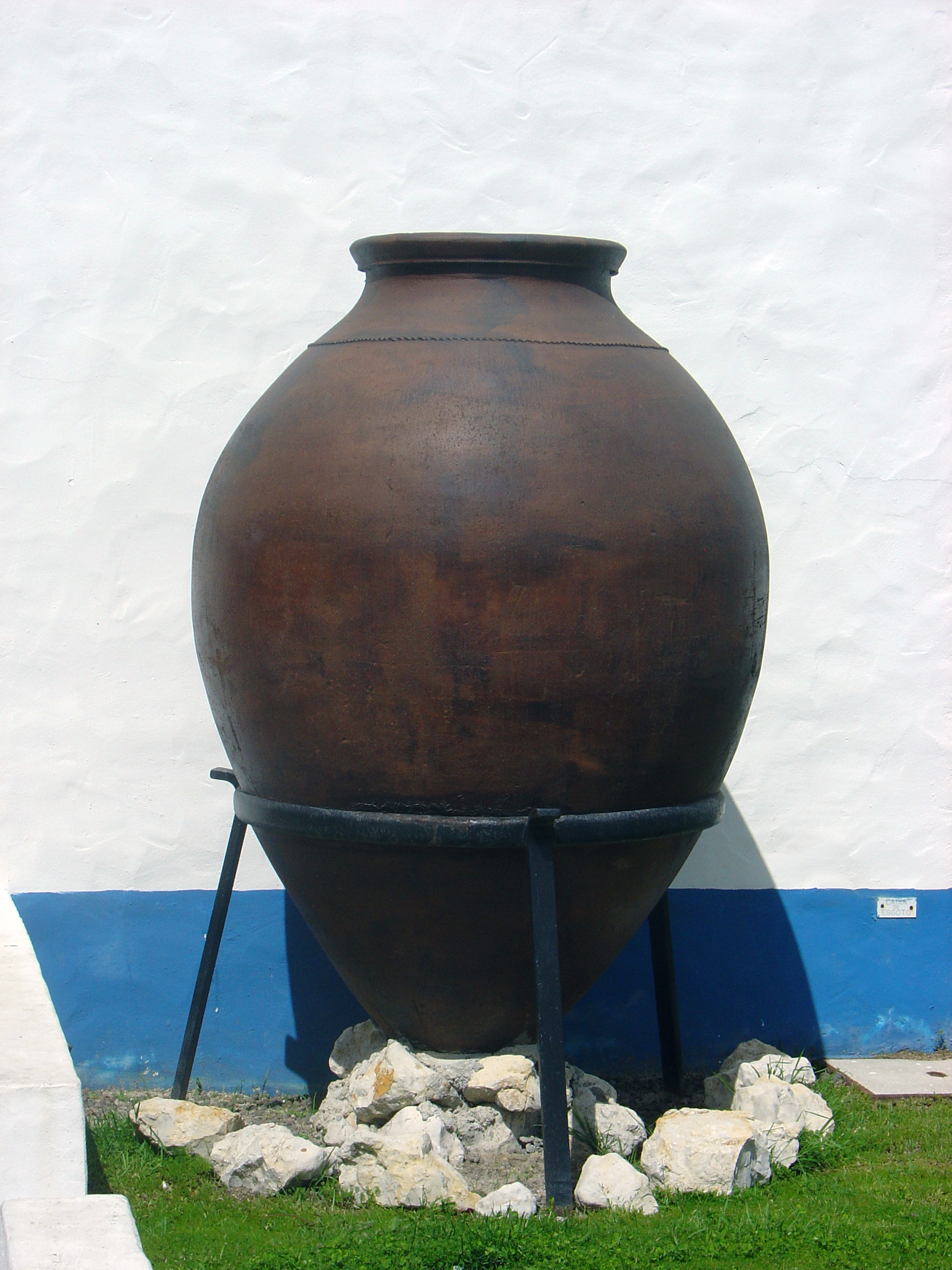
Tinaja portuguesa (talha, tinha, jarro, pote) en Vendas Novas Alentejo (Portugal).

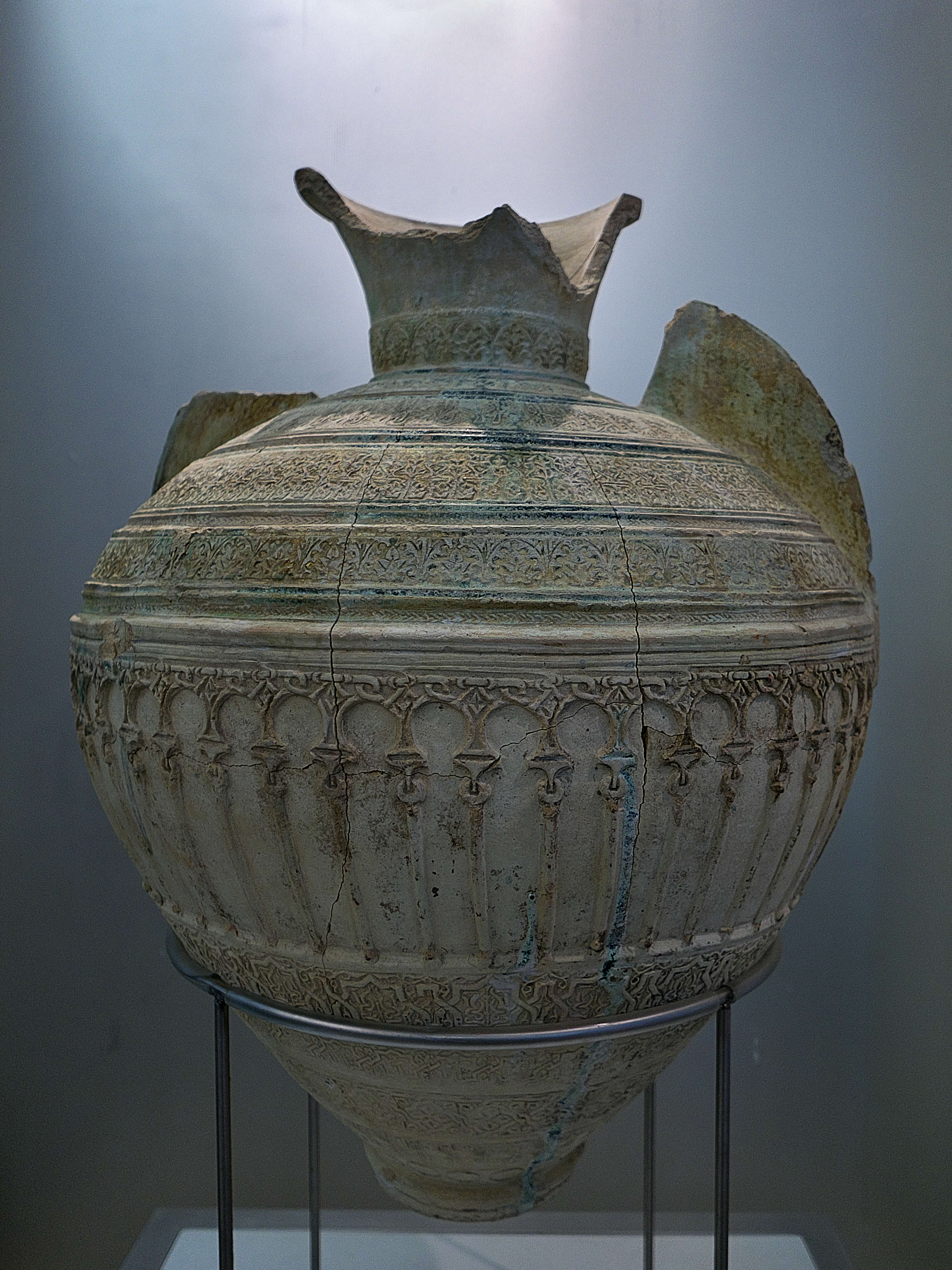
Tinaja almohade, Museo Arqueológico de Sevilla

Una tinaja es un recipiente de barro con forma de vasija de perfil ovalado, boca y pie estrechos y por lo general sin asas. La tinaja grande, también llamada tinajón, más profunda y panzuda, se ha utilizado tradicionalmente para almacenar vino, y los ejemplares medianos para  aceite y granos de cereal. Las más pequeñas pueden ser vidriadas parcial o totalmente y utilizarse para todo tipo de líquidos y semillas, así como en la matanza del cerdo.
En España, los principales centros tinajeros de los siglos XIX y XX han sido: Villarrobledo, Colmenar de Oreja y Arroyomolinos de Montánchez, para la producción industrial de grandes ejemplares, y Torrejoncillo, Torre de Santa María, Lucena, Lorca y Totana en tamaños más modestos.
Iconográficamente, las tinajas se consideran símbolo emblemático de La Mancha.

## Etimología y campos
El término tinaja, así como sus variantes tenaxa, tenalla o tanalla, proceden del latín tina; pero, curiosamente, fue su diminutivo tinaculum-tinacula el que formó los términos de las lenguas romances en la península ibérica; en el Fuero de Alcaraz aparece como tenaia.
En las familias semántica y cultural de la tinaja se encuentran la "tinajería" o "tinajero", espacio o estructura donde se ponen o empotran las tinajas. En Murcia, Puerto Rico y Venezuela, se llama así a la dependencia de las casas donde se tienen las tinajas, cántaros y demás recipientes de agua potable. Por su parte, en Filipinas, se denomina tinaja a la medida de capacidad para líquidos, equivalente a  16 gantas (48 litros aproximadamente).
En el Calendario republicano francés la tinaja (cuve) es el 10 de septiembre.

## Historia
La industria tinajera en la cultura mediterránea puede rastrearse desde el final de la Edad del Bronce, con los pithos minoicos, hasta los regordetes dolium romanos, recipientes esféricos que se usaban para almacenar líquidos o granos. El mismo uso se les daba a las tenaias del medievo islámico y cristiano, vasijas abombadas de apenas un metro de alto capaces de contener de tres a quince arrobas. Seguirán aumentando su capacidad hasta finales del siglo XVIII pero sin sobrepasar las cien arrobas, lo que sí ocurriría en el último tercio del XIX, para compensar el crecimiento de la producción vinícola, alcanzándose las setecientas arrobas (casi ocho mil litros).

## Principales tipos de tinaja

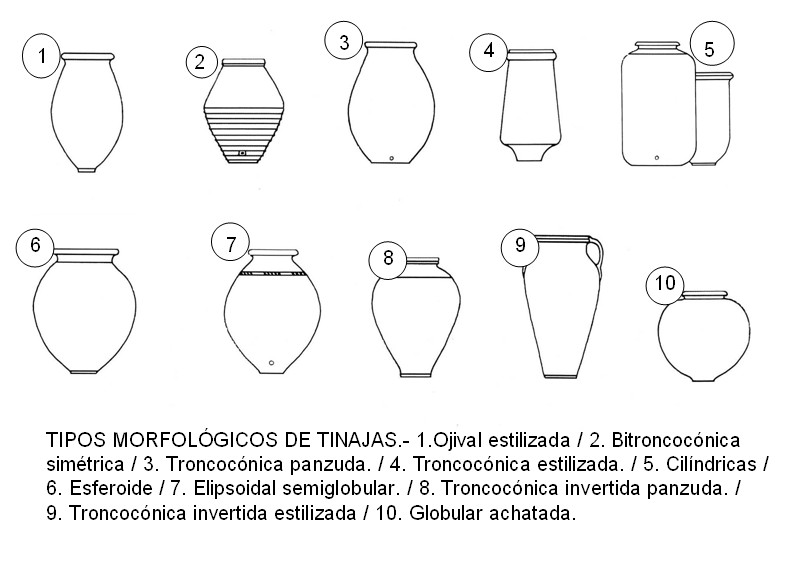
Tinajas (tipos morfológicos).

### Los hornos

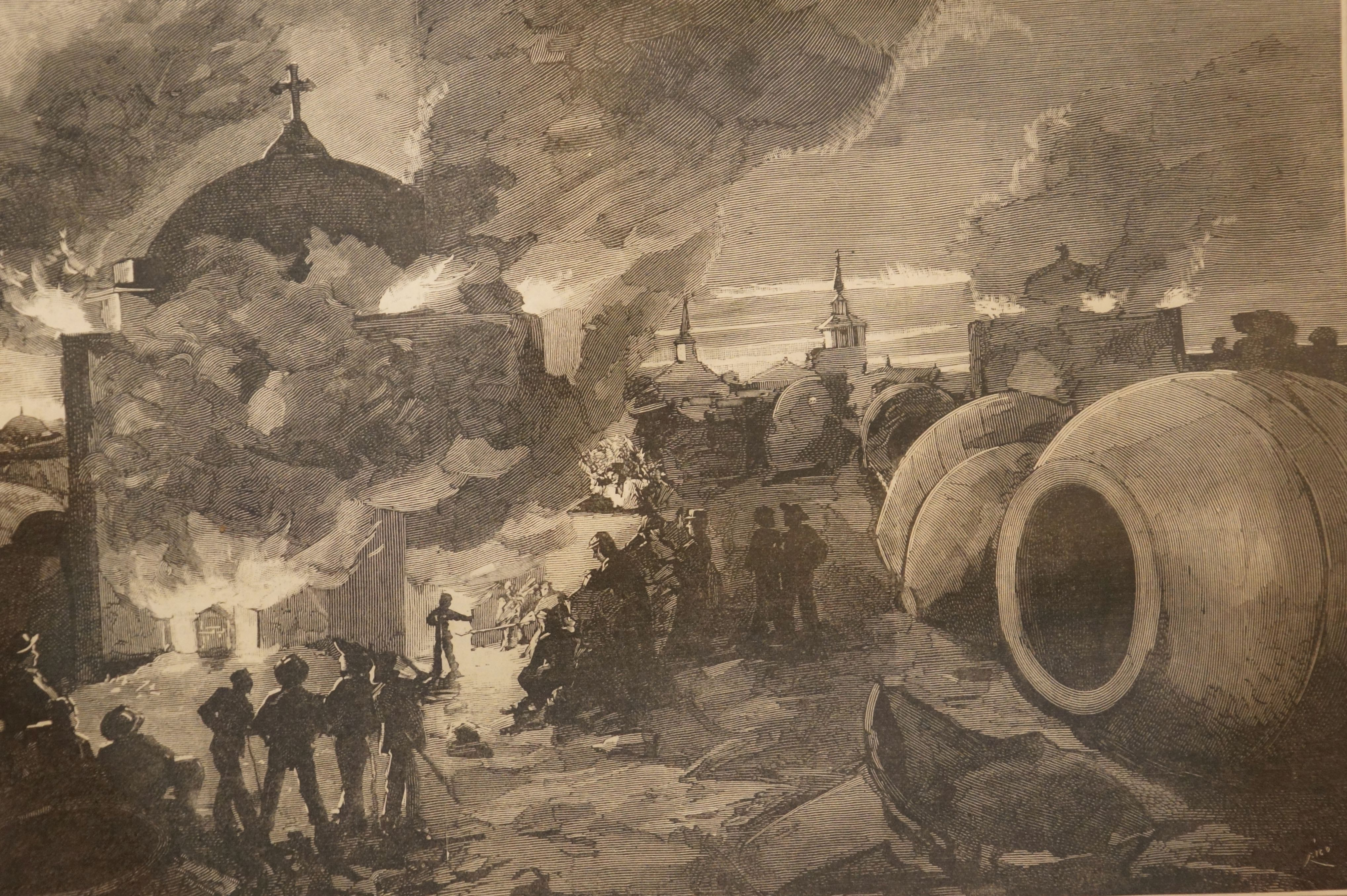
Fabricación de tinajones en Colmenar de Oreja. Aguada de Ulpiano Checa en un grabado de 1882.

### Tinajas cervantinas

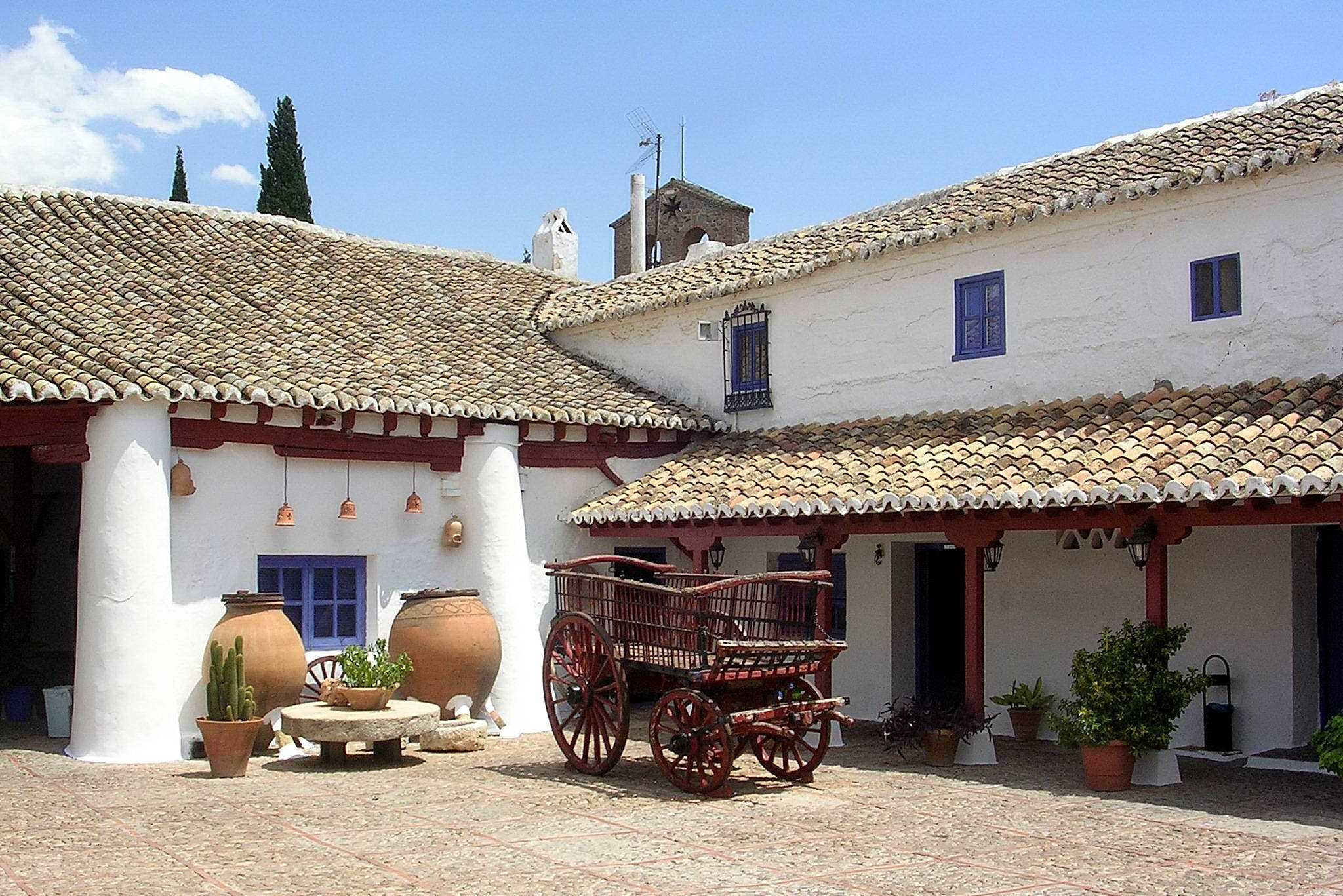
Tinajas en la Venta de Don Quijote (Puerto Lápice).

## El foco toledano

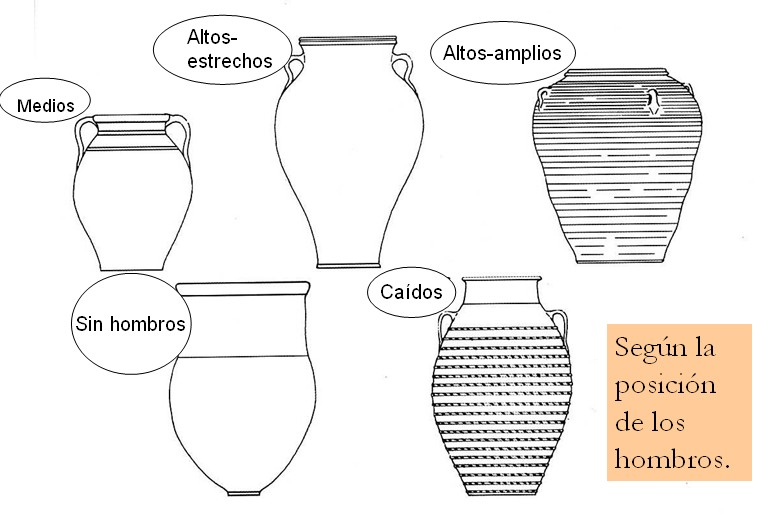
Cinco tipos de tinaja, según la posición de las asas en los hombros del cuerpo, en la tinajería española de origen romano y musulmán.

## Tipología arqueológico-etnográfica

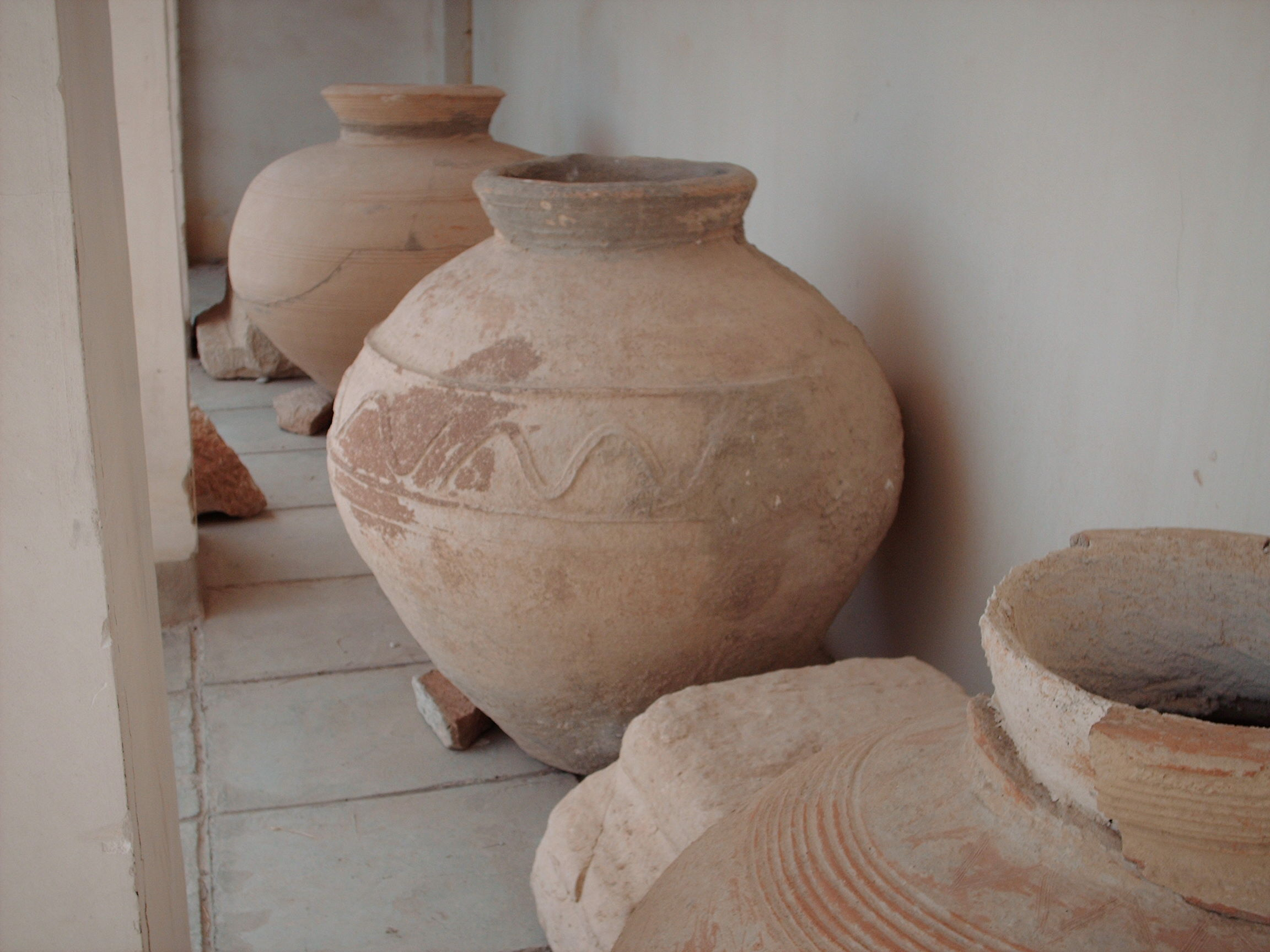
Tinajas de la antigua ciudad sasánida de Bishapur, Irán.
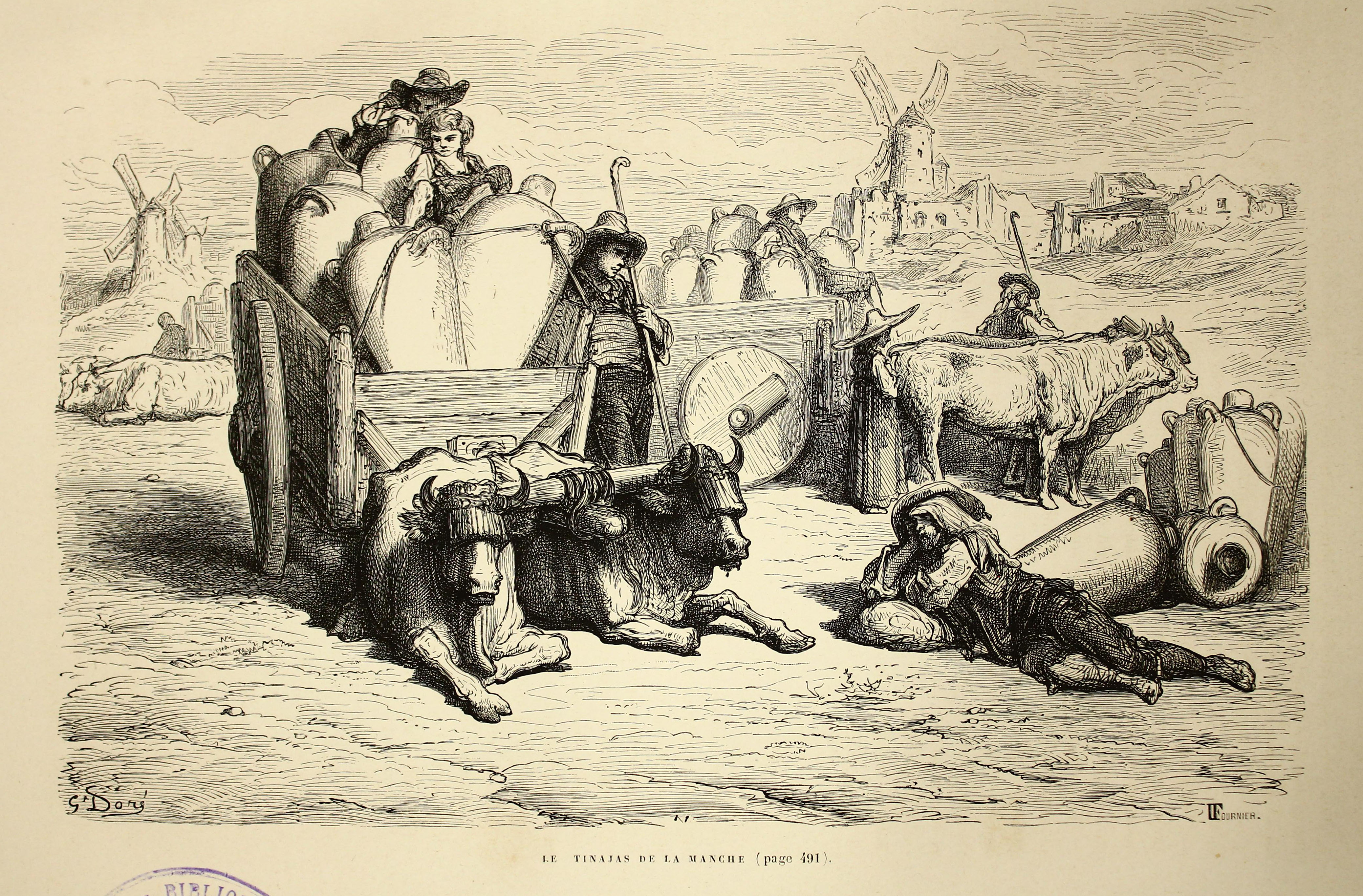
Tinajeros manchegos, vistos por Doré, para L'Espagne, libro de viajes del Baron Davillier (1874).
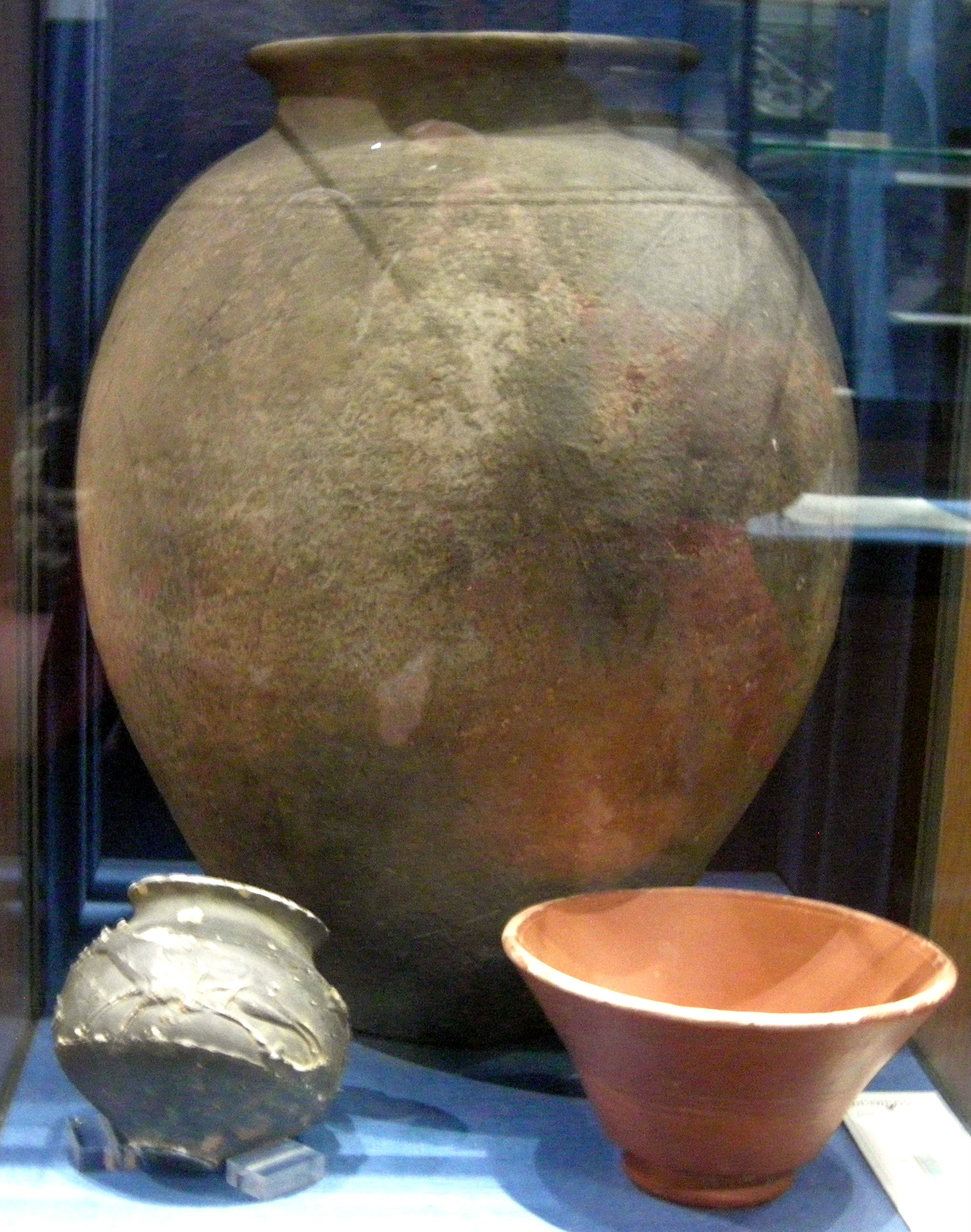
Museo romano de Butchery Lane, Canterbury, Kent.
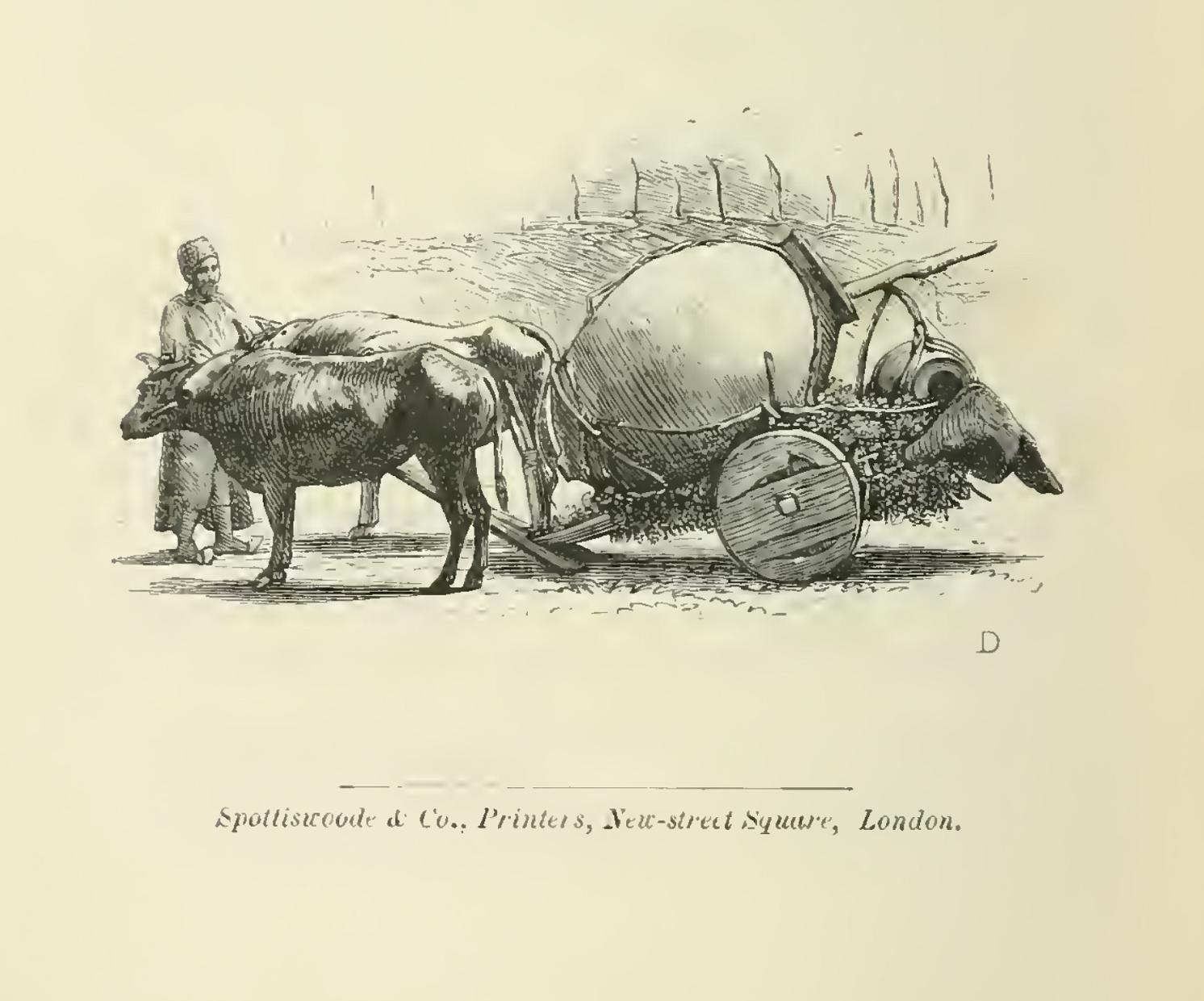
Tinajero georgiano: Clive Phillips-Wolley (del libro "Savage Svanetia", 1883).
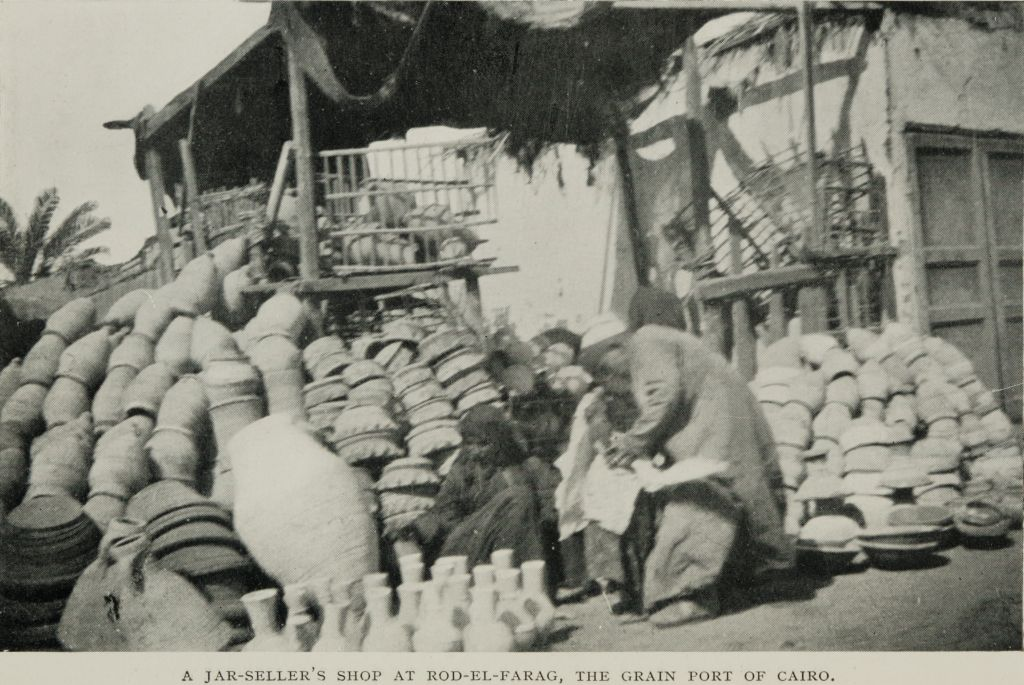
Alfarería 'de basto' (tinajas, cántaros, lebrillos) en Rod-El-Farag, El Cairo (1911).
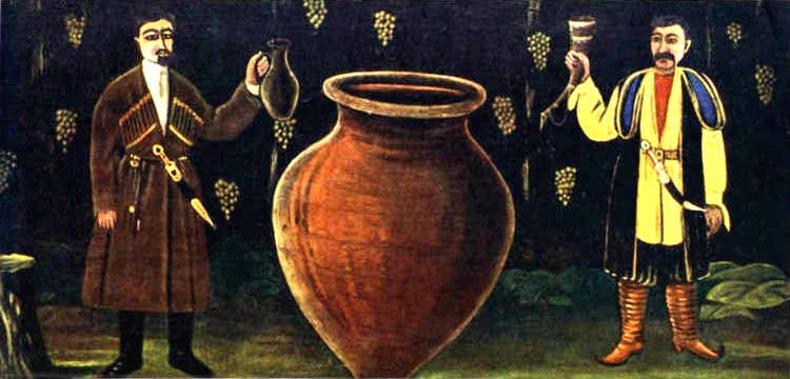
Óleo de Niko Pirosmani: Dos georgianos en Marani (c.p. Moscú).
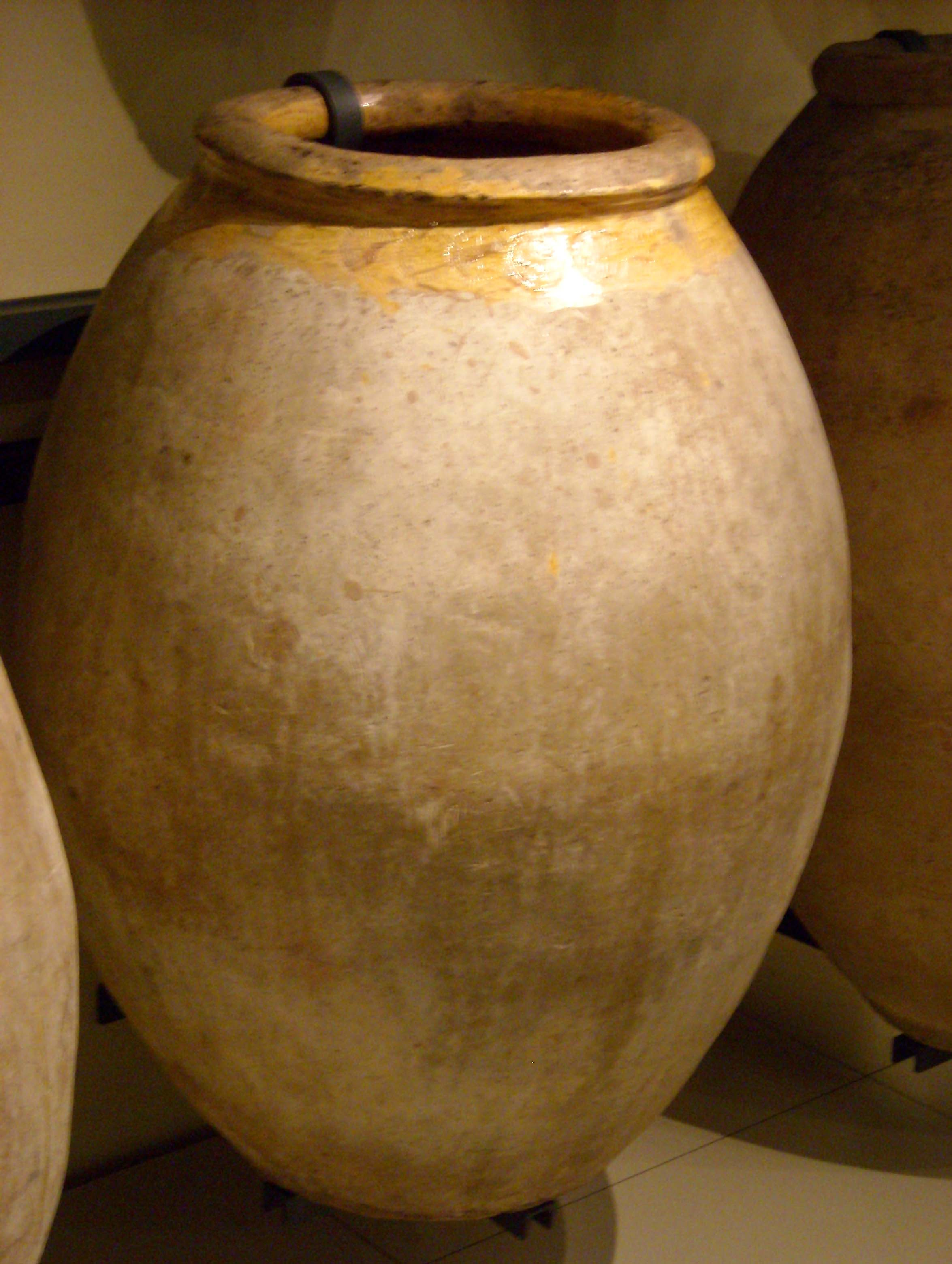
Tinaja ligur para aceite, del siglo XX. Museo del Olivo (Imperia, Italia).

## La tinaja de Diógenes

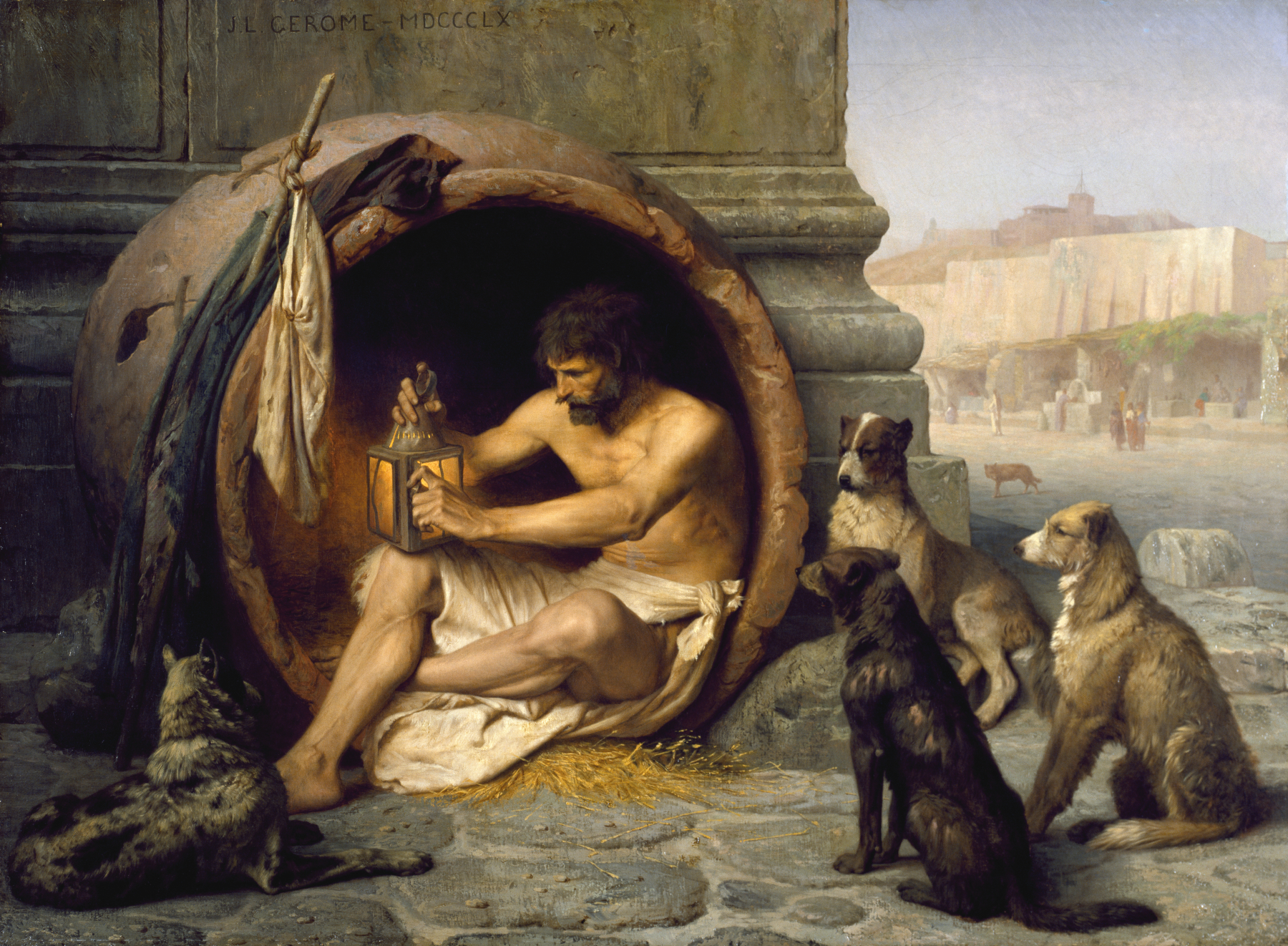
Diógenes, en su tinaja-vivienda, pintado en 1860 por Jean-Léon Gérôme. Museo Walters.
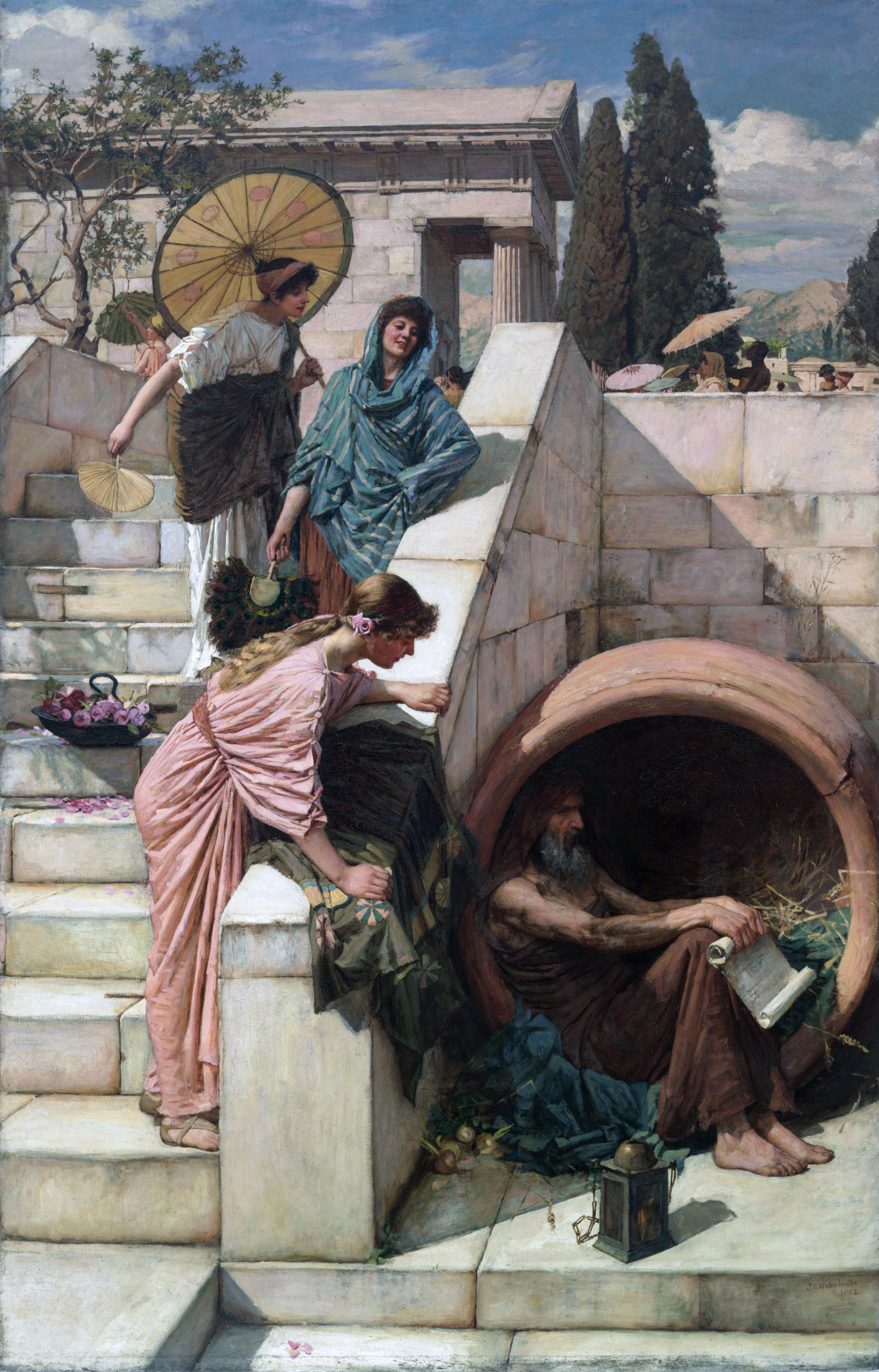
Diógenes (1882), por John William Waterhouse. Galería de Arte de Nueva Gales del Sur, en Sídney.
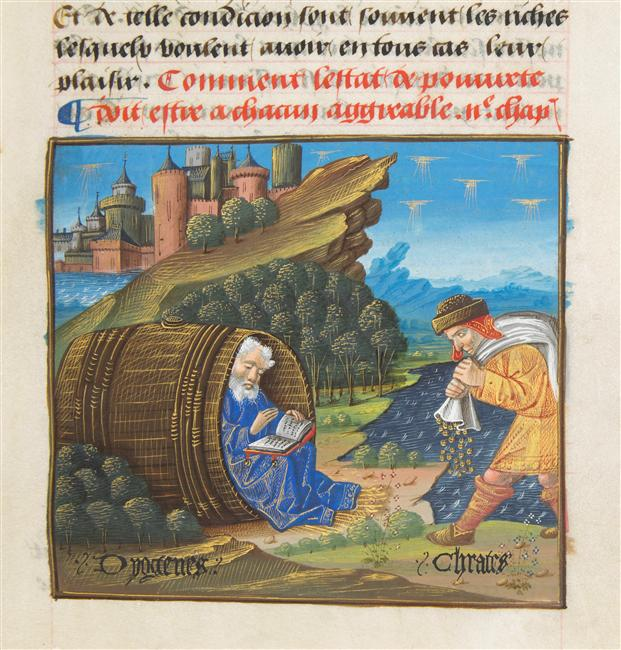
Crates visita a Diógenes, en el «Livre des bonnes mœurs de Jacques Legrand» (1490), Jacobus Magnus.